# Emilia Appelgren
Emilia Appelgren, född 1840, död 1935, var en finländsk konstnär (landskapsmålare). 
Appelgren studerade i Finland och utomlands och var en av de första kvinnorna i Finska Konstföreningen. Efter studierna 1860 deltog hon i några utställningar men drog sig sedan tillbaka. Hon inspirerades av Werner Holmberg, Hjalmar Munsterhjelm och Berndt Lindholm.[källa behövs]